# Drypetes peltophora
Espèce
Drypetes peltophora  S.Moore est une espèce de plantes à fleurs de la famille des Putranjivaceae et du genre Drypetes, endémique du Cameroun.